# Elisa Bozzo
Elisa Bozzo (Genova, 8 maggio 1987) è una nuotatrice artistica italiana.
Agli Europei 2006 di Budapest ha vinto il bronzo nella prova a squadre e nel combinato.
Agli Europei 2008 di Eindhoven ha vinto l'argento nella prova a squadre e nel combinato.
Nel 2016 ha partecipato alle Olimpiadi di Rio ottenendo il quinto posto con la squadra

## Palmarès
- Europei di nuoto

Budapest 2006: bronzo nel combinato e nella gara a squadre.
Eindhoven 2008: argento nel combinato e nella gara a squadre.
Eindhoven 2012: bronzo nel combinato e nella gara a squadre.
Berlino 2014: bronzo nel combinato.
Londra 2016: argento nella gara a squadre (programma libero), bronzo nella gara a squadre (programma tecnico) e nel combinato.